# MSC
MSC 100 este un microcalculator industrial românesc, specializat în conducerea proceselor de dozare discontinuă.
MSC 100 lucrează pe baza microprocesorului Z80 (cu ceas de timp real) și dispune de o memorie EPROM de 16 kB și de o memorie RAM de 4 kB cu salvare pe baterie. Opțional, aceste memorii pot fi extinse cu încă 8 respectiv 16 kB. Întreruperile unității centrale sunt vectorizate.
Pentru funcționare, MSC 100 are nevoie de drivere pentru: tastatură, ecran, imprimantă, citire/scriere floppy-disc, ceasul sistemului, transmitere/recepție echipamente SLAVE, precum și de un task pentru introducerea comenzilor operator. 
Transmisia serială se face pe baza circuitului RS 232 /V 24. Există două canale pentru VDT - 25 S și imprimanta serială KSR. Viteza de transmisie prin portul serial este de 300, 600, 1200, 2400, 4800, 9600 sau 19200 Baud.
Unitatea de disc flexibil este de tip FDC - 8272. Programele de sistem și aplicație sunt încărcate de pe dischetă și stocate în memoria RAM. Gestiunea materialelor și baza de date referitoare la rețele  sunt păstrate sub formă de fișiere pe dischetă.
MSC 100 mai dispune de 16 canale pentru intrări/ieșiri, izolate galvanic. Prin acestea se realizează o interconectare directă la proces conform unui program specific aplicației.
Alimentarea se face la 220 V c.a., 50 ± 1 Hz. Gradul de protecție al calculatorului este IP 30. Acesta funcționează între 5 și 40 °C, la o umiditate relativă maximă de 65% ± 20% la 20 °C, într-un mediu lipsit de praf și agenți corozivi și la o altitudine maximă de 2000 m.